# San Cristóbal (provins)
San Cristóbal är sedan 1932 en provins i södra Dominikanska republiken, med kust mot Karibiska havet och belägen strax väster om landets huvudstad Santo Domingo. Provinsen har cirka 689 000. Den administrativa huvudorten är staden San Cristóbal.

## Administrativ indelning
Provinsen är indelad i åtta kommuner:
- Bajos de Haina, Cambita Garabitos, Los Cacaos, Sabana Grande de Palenque, San Cristóbal, San Gregorio de Nigua, Villa Altagracia, Yaguate